# Calendula
Calendula es un género de plantas con flores, con entre 13 y 39 especies reconocidas, según la fuente consultada.   Son herbáceas anuales o perennes de la familia de las Asteraceae, que se conocen con el nombre de caléndulas, oro de María o maravillas. : 771  Son nativas de Europa, norte de África, Macaronesia y Asia occidental, y tienen su centro de diversidad en la región Mediterránea. Otras plantas conocidas como caléndulas incluyen a la caléndula de maíz (Glebionis), caléndula del desierto (Baileya), caléndula de pantano (Caltha) y las plantas del género Tagetes.
El nombre calendula poviene del latín, (de calendae y -ula, el sufijo diminutivo). Las calendas son los primeros días de cada mes en el calendario romano medieval; no es fácil entender por qué se eligió ese nombre para estas plantas.

## Descripción
Hierbas anuales o perennes, aromáticas, a veces leñosas en la base, con tricomas glandulares multicelulares, a veces también aracnoideos. Hojas enteras o poco dentadas, sésiles, a menudo ± amplexicaules. Inflorescencias multicéfalas. Capítulos heterogámos, radiados, solitarios, terminales y axilares. Involucro hemisférico; filarios imbricados, subiguales, linear-lanceolados, acuminados, márgenes estrechos, escariosos. Receptáculo desnudo, plano. Flores liguladas femeninas, fértiles, amarillas o anaranjadas; flósculos del disco funcionalmente masculinos, tubulares, con 5 dientes apicales, amarillos, anaranjados, marrones o púrpuras. Aquenios 2-3-seriados, heteromórficos, generalmente incurvados; papus ausente.
Distribución: originaria de la región mediterránea, casi toda Europa, Oriente Medio y los países de África del Norte. Se distribuye por todo el mundo como planta de jardín.

## Usos

### Historia
La caléndula se utiliza desde tiempos históricos para tratar el dolor de cabeza, ojos irritados, fiebre y dolor de muelas. En el siglo XVII Nicholas Culpeper afirmaba que la caléndula beneficiaba el corazón, pero no se consideraba una medicina especialmente eficaz y se utilizaba con más frecuencia con fines mágicos. Una poción del siglo XVI que contenía caléndula decía poder revelar hadas. Una mujer soltera con dos pretendientes tomaría una mezcla de caléndula en polvo, mejorana, ajenjo y tomillo cocidos a fuego lento en miel y vino blanco, y la usaría como ungüento en un ritual para revelar a su verdadera pareja.
Los antiguos griegos y los romanos utilizaban la caléndula en rituales y ceremonias, a veces llevando coronas o guirnaldas hechas las flores. Uno de sus nombres es “el oro de María”, porque se uasaban en los primeros eventos cristianos en algunos países. Las flores son sagradas en la India y se usan desde hace mucho tiempo para decorar las estatuas de deidades hindúes.

### Culinario
Las especies de este género son utilizadas en la cocina de muchas culturas para dar color y su sabor a los alimentos. Se usaban para hacer empanadillas, vino, avena y budines. En la cocina inglesa, la caléndula solía cocinarse en la misma olla con las espinacas o usarse para dar sabor a las aves guisadas. Según el inglés del siglo XVI John Gerard, toda sopa adecuada de la cocina holandesa de su época incluiría pétalos de caléndula. También conocido como "azafrán de los pobres", sus pétalos son comestibles y se pueden utilizar frescos, en ensaladas, o secos, para dar color al queso o como sustituto del azafrán. Su sabor va del dulce al amargo, y a medida que los pétalos se secan se vuelven más intensos. Se puede utilizar para añadir color a sopas, guisos, platos de aves, natillas y licores. El nombre común de Calendula officinalis en Gran Bretaña es 'pot-marigold', llamada así debido a su uso en caldos y sopas.

### Tintes
Se puede extraer tinte de la flor para producir tonos que van del miel, dorado, naranja, marrón claro y amarillo vibrante.

## Química
Las flores de C. officinalis contienen algunos compuestos con propiedades farmacológicas, como los glucósidos de flavonol, oligoglucósidos triterpénicos o saponinas y un glucósido sesquiterpénico.  

## Efectos farmacológicos
El aceite de Calendula officinalis se utiliza con fines medicinales como antiinflamatorio y como remedio para curar heridas. Los ungüentos de caléndula para la piel se usan para tratar cortes menores, quemaduras e irritación de la piel; aunque la evidencia de su eficacia es débil.
Estudios farmacológicos sugieren que los extractos de especies de este género tienen propiedades antivirales, antigenotóxicas y antiinflamatorias in vitro. En herbolaria se utiliza tópicamente para tratar el acné, en el tratamiento de la dermatitis por radiación y el dolor, para reducir la inflamación, controlar sangrados y calmar tejidos irritados. 
También se ha utilizado tradicionalmente para combatir calambres abdominales y el estreñimiento. En experimentos en los que se observó parte del intestino (yeyuno) de conejo, se demostró que el extracto acuoso-etanólico de flores de C. officinalis tiene efectos tanto espasmolíticos como espasmogénicos (que produce espasmos), lo que proporciona una justificación científica para este uso tradicional. Un extracto acuoso de C. officinalis obtenido mediante un nuevo método de extracción ha demostrado actividad antitumoral (citotóxica) y propiedades inmunomoduladoras (activación de linfocitos) in vitro.
Se sabe que las plantas de caléndula causan reacciones alérgicas en personas susceptibles. 

## Diversidad
Las especies son: 
- Calendula aegyptiaca Desf.[1]
- Calendula algarbiensis Boiss.[1]

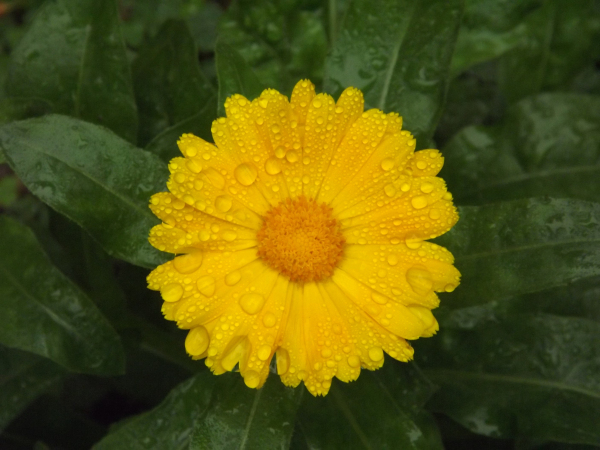
Flor de Calendula officinalis

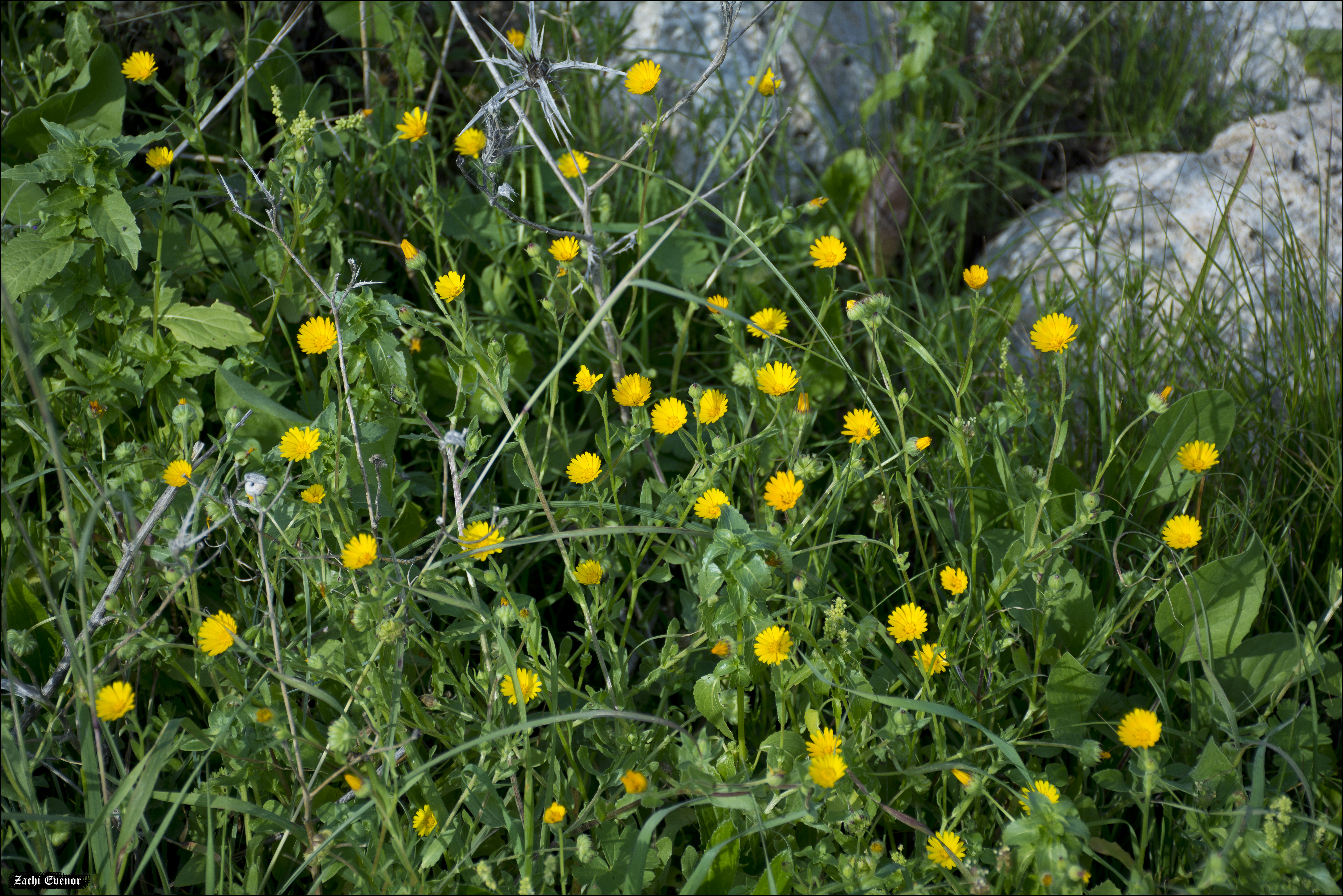
Grupo de flores de Calendula arvensis.

- Calendula algeriensis Boiss. & Reut.[1]
- Calendula americana Mill.[1]
- Calendula arborescens Jacq.[1]
- Calendula arvensis L.[1][2]
- Calendula auriantaca Boiss.[1] [2]
- Calendula auriantica subsp. macroptera Rouy.[1]
- Calendula bicolor Raf.[1]
- Calendula chrysanthemifolia Vent.[1]
- Calendula cuneata Thunb.[1]
- Calendula eckerleinii Ohle[2]
- Calendula flaccida Vent.[1]
- Calendula fruticosa L.[1]
- Calendula gracilis D.C.[1]
- Calendula graminifolia L.[1]
- Calendula hybrida L.[1]
- Calendula incana Willd.[1]
  - Calendula incana subsp. agarbiensis (Boiss.) Ohle[1]
- Calendula karakalensis Vassilcz.[1][2]
- Calendula lanzae Maire[2]
- Calendula maderensis D.C.[1]
- Calendula magellanica Willd.[1]
- Calendula maritima Guss.[1]
- Calendula maroccana (Ball)[1][2]
- Calendula meuselii Ohle[2]
- Calendula nudicaulis L.[1]
- Calendula officinalis L.[1]
- Calendula oppositifolia Aiton[1]
- Calendula pachysperma Zohary[2]
- Calendula palaestina Boiss.[1][2]
- Calendula palestina Boiss.[1]
- Calendula persica Mey.[1]
- Calendula pinnata Thunb.[1]
- Calendula pluvialis L.[1]
- Calendula pumila Forst.[1]
- Calendula pusilla Thouars[1]
- Calendula rosmainifolia Houtt.[1]
- Calendula stellata Cav.[1][2]
- Calendula suffruticosa Vahl [1][2]
  - subsp. algarbiensis (Boiss.) Nyman
  - subsp. fulgida Ohle[1]
  - subsp. lusitanica Ohle[1]
  - subsp. maderensis (DC.) Govaerts[1]
  - subsp. tomentosa Murb.[1]
- Calendula tomentosa L. f.[1]
- Calendula tragus Jacq.[1]
- Calendula tripterocarpa Rupr.[1][2]

## Galería

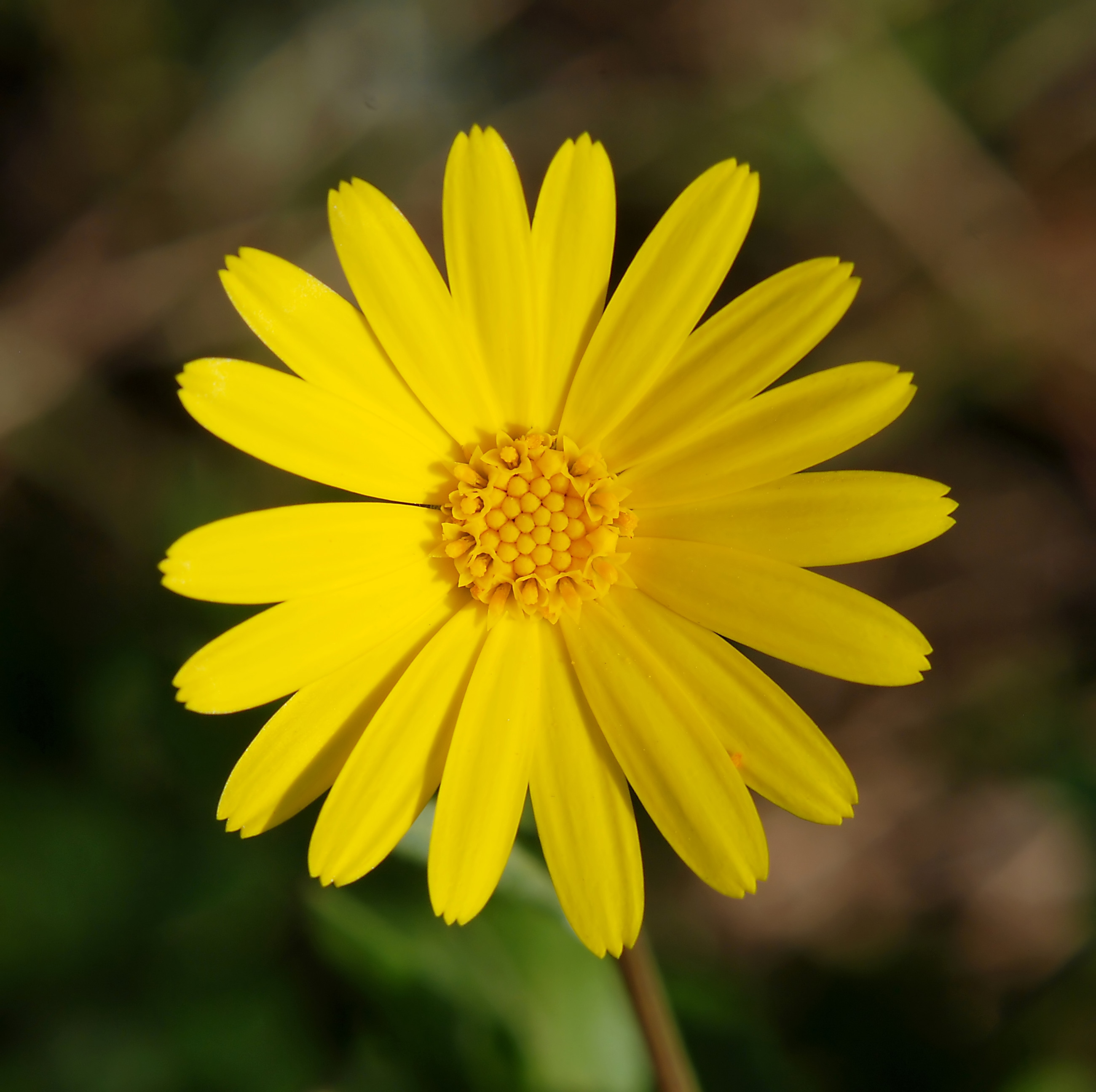
Calendula arvensis
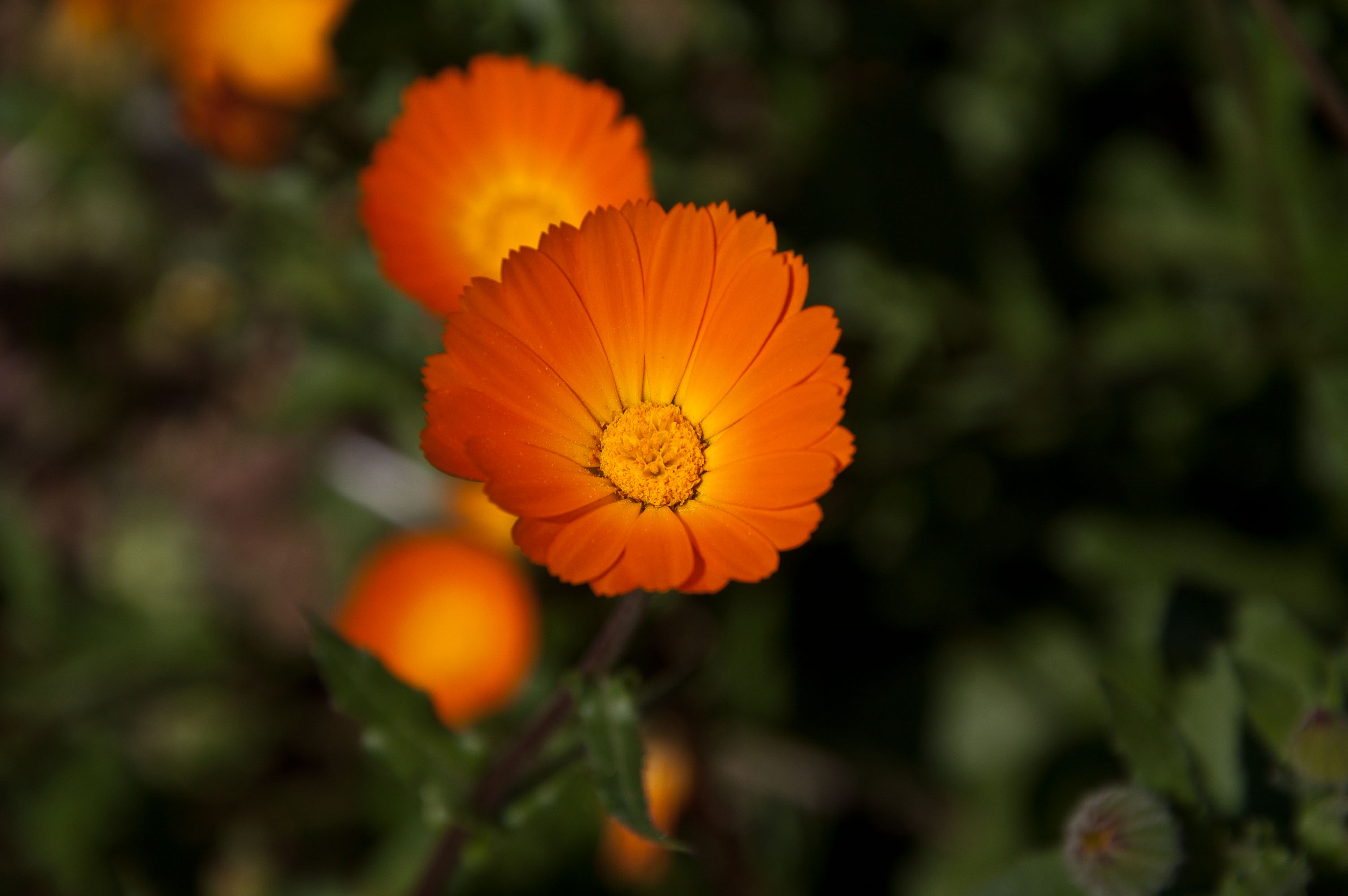
Calendula suffruticosa subsp. fulgida
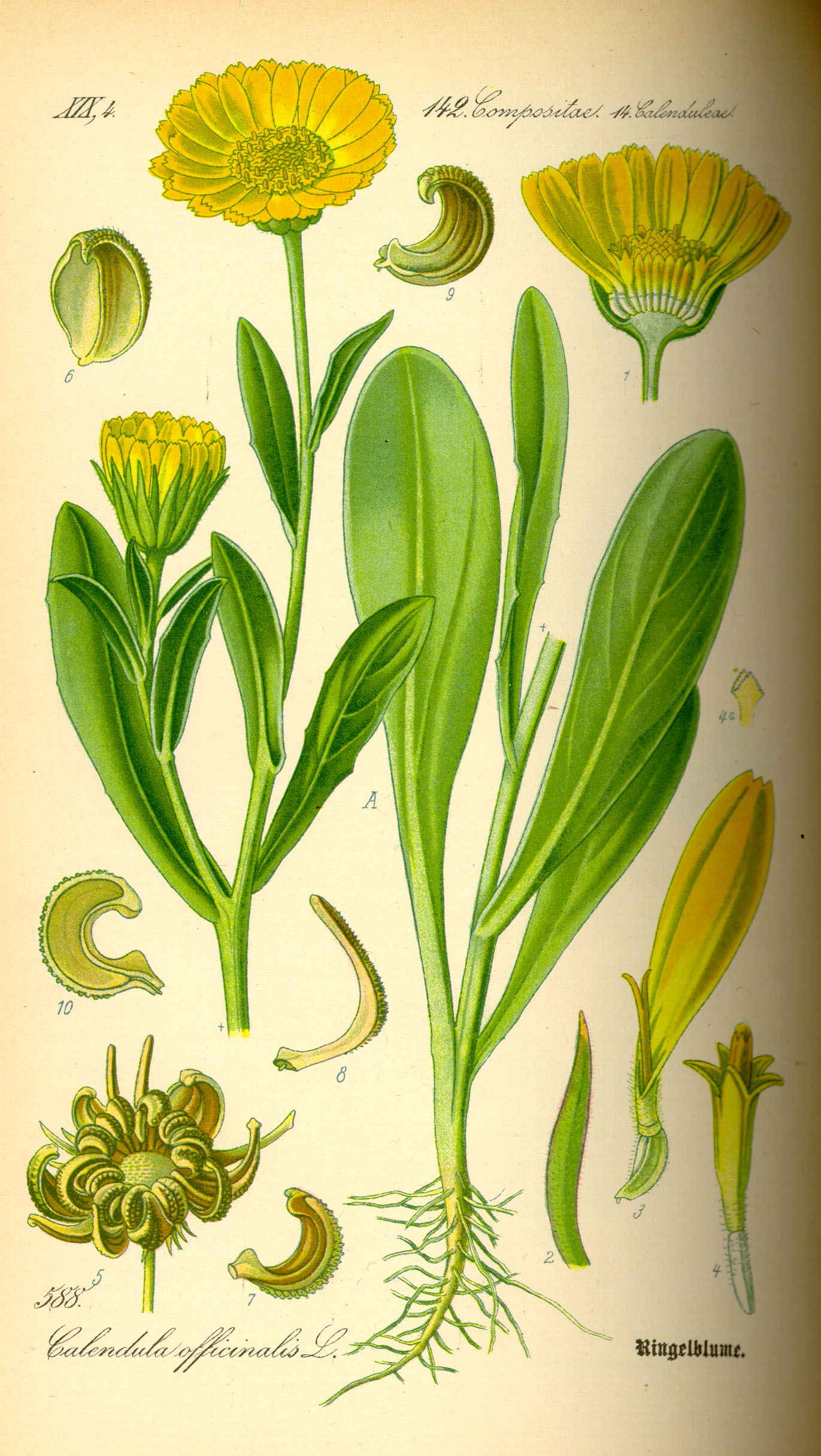
Calendula officinalis, Flora von Deutschland, Österreich und der Schweiz, de Thomé, 1885
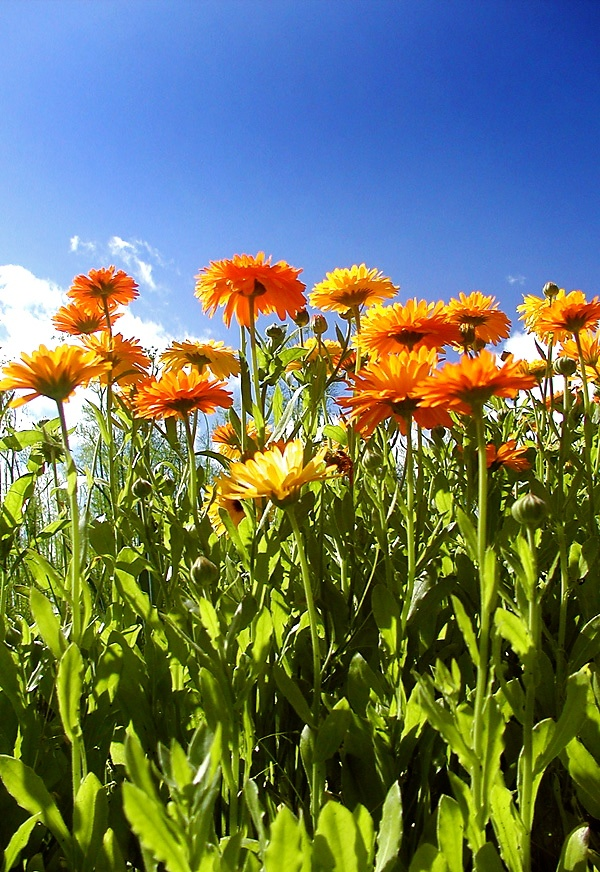
Calendula officinalis
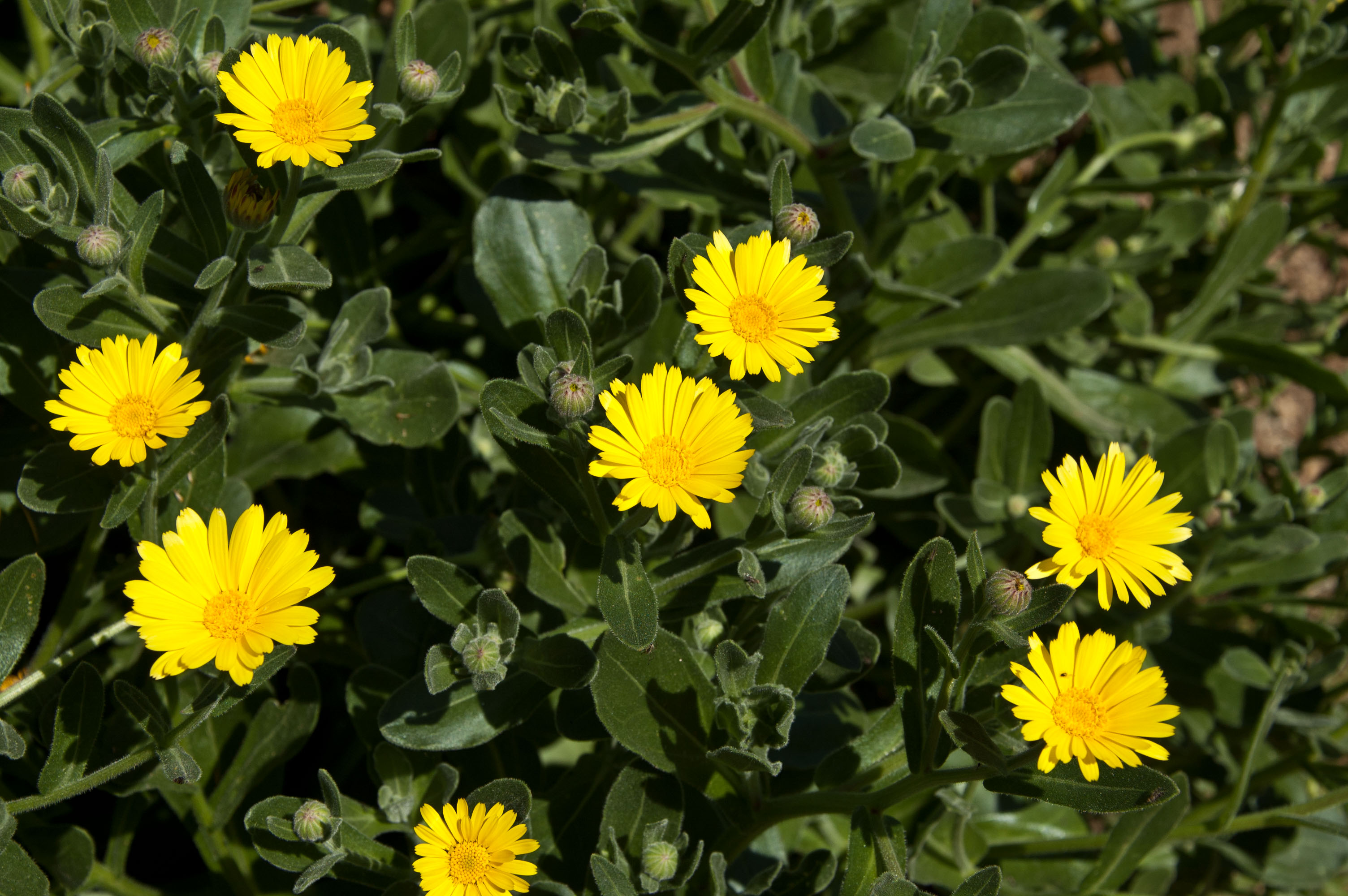
Calendula maritima, en peligro de extinción
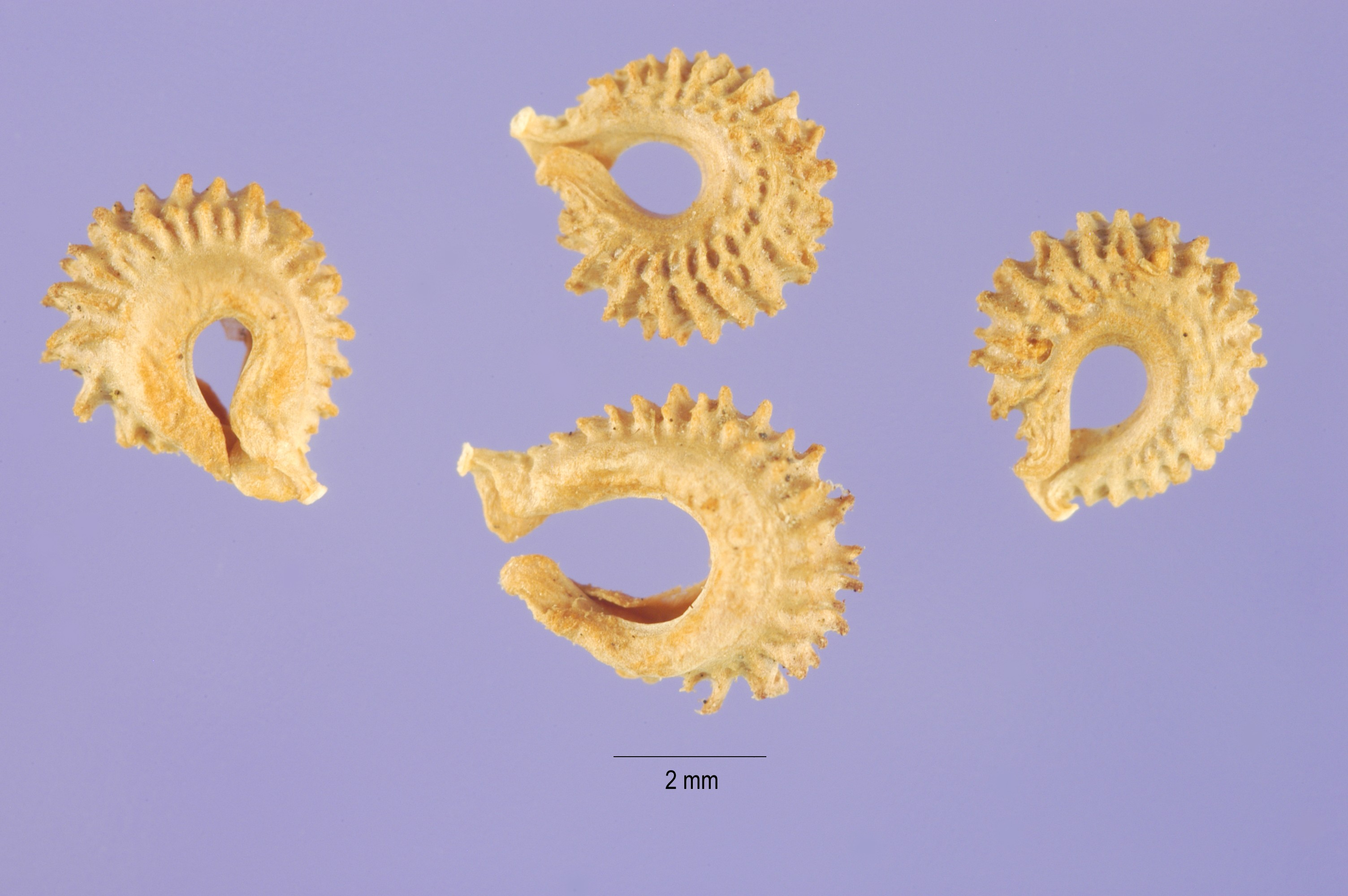
Semillas de Calendula arvensis
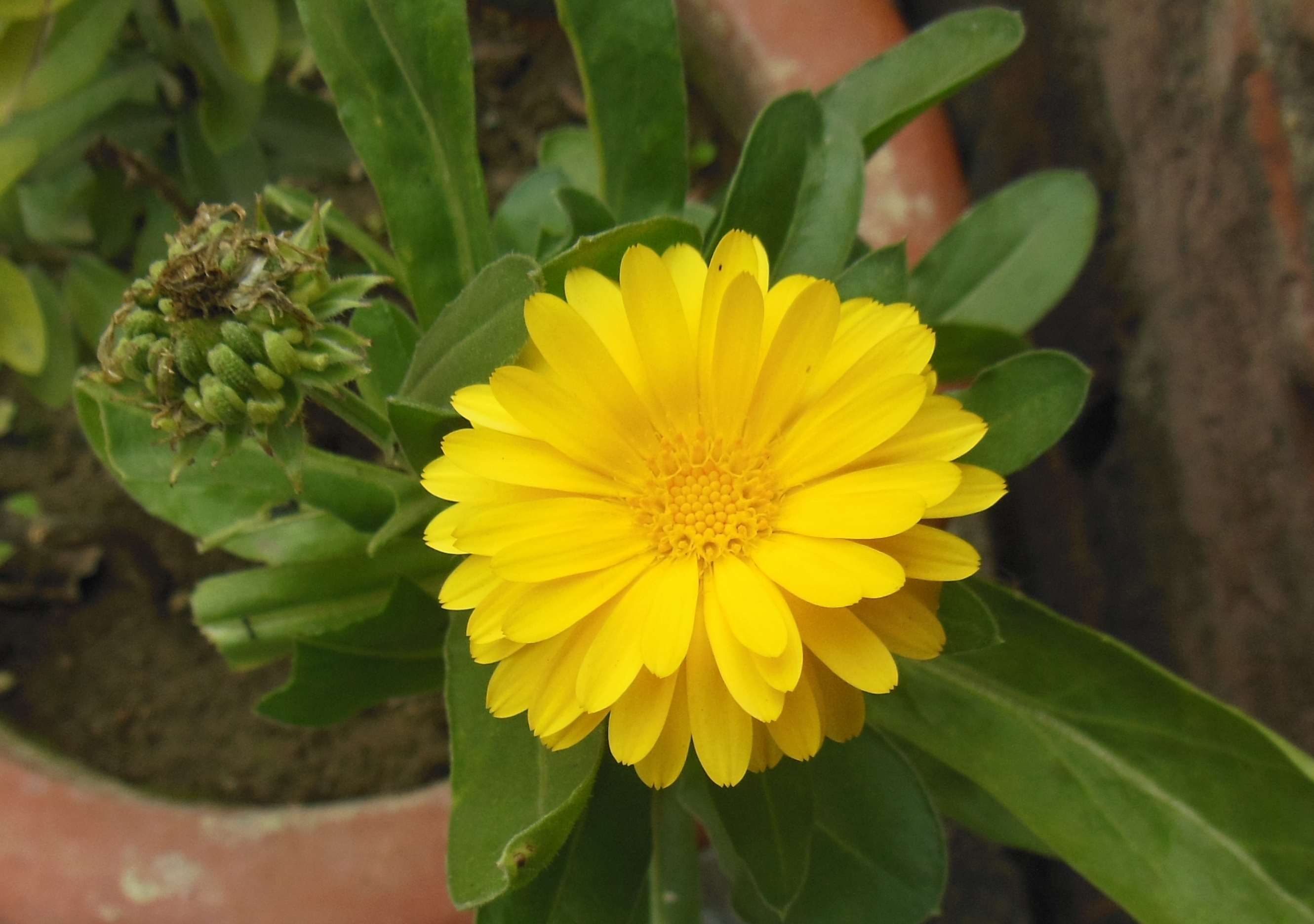
Flor de Calendula arvensis